# Riu Xilka
El Xilka (rus: Ши́лка) és un riu del territori del Transbaikal, al sud-est de Rússia. S'origina a la confluència dels rius Onon i Ingodà. Conflueix amb l'Ergune que marca la frontera entre Rússia i la Xina per a donar naixement al riu Amur. El riu és navegable en tota la seva longitud.
El seu nom deriva de l'idioma evenki xilki "vall estreta".